# حركة من أجل مجتمع جديد
كانت الحركة من أجل مجتمع جديد شبكة من تجمعات الناشطين الاجتماعيين مقرها الولايات المتحدة الأمريكية ملتزمة بسياسة اللاعنف، والتي لعبت دورًا محوريًا في الحركات الاجتماعية في أواخر سبعينيات وثمانينيات القرن العشرين.
تبعًا للوصف في منشور الحركة بناء مجتمعات التغيير الاجتماعي (1979):
«الحركة من أجل مجتمع جديد هي شبكة على امتداد البلاد مكونة من المجموعات العاملة من أجل تغيير اجتماعي جذري من خلال العمل السلمي. نحن نطور سوية تحليلًا للمجتمع المعاصر، وهي رؤية لنظام اجتماعي لامركزي ديمقراطي ومتعاون، إستراتيجية ثورية سلمية وبرنامج عمل معتمد على القيم المتغيرة والحياة المتغيرة».

## الإرث
لا تزال دار ’ناشرو العالم الجديد’ -التي أصبح مقرها الحالي كولومبيا البريطانية- مستمرة بالعمل في نشر المؤلفات الداعية للتغيير الاجتماعي، مع التأكيد المتزايد على موضوع الحفاظ على البيئة. اشترت دوغلاس وماكنتاير دار ’ناشرو العالم الجديد’ عام 2008. أُعيد شراء دار النشر من قبل مجموعة نشر العالم الجديد الكندي الأصلية في عام 2013.
في عام 1995، أطلق أعضاء من مكتب فيلادلفيا لناشري العالم الجديد موقعًا إلكترونيًا، والذي يستمر بنشر المصادر التعليمية والدراسات التحليلية. حتى موته في أكتوبر عام 2002، استمر بيل موير بتعليم نموذجه المؤثر ثماني الخطوات من أجل حركات التغيير الاجتماعي -والمدعو باسم خطة عمل الحركة- للناشطين حول الولايات المتحدة وحول العالم.